# Trichotemnoma corrugatum
Trichotemnoma corrugatum är en bladmossart som först beskrevs av Franz Stephani, och fick sitt nu gällande namn av Rudolf Mathias Schuster. Trichotemnoma corrugatum ingår i släktet Trichotemnoma och familjen Trichotemnomataceae. Inga underarter finns listade i Catalogue of Life.